# Háifoss
La cascata Háifoss (in lingua islandese: cascata alta) è situata sul fiume Fossá í Þjórsárdal, nella valle del Þjórsárdalur nei pressi del vulcano Hekla, nell'Islanda meridionale. A poca distanza si trova la cascata Granni.

## Descrizione
Il fiume Fossá í Þjórsárdal è un affluente del Þjórsá e forma la cascata Háifoss dopo un salto di 122 metri. La cascata è la quarta per altezza dell'Islanda dopo Morsárfoss, Glymur e Hengifoss, ma per lungo tempo è stata ritenuta la terza. Hengifoss, con un salto di 128 metri, la supera di poco.
La vicina cascata Granni, alta 101 metri, si trova a meno di 250 metri di distanza da Háifoss ed è anch'essa alimentata dal fiume Fossá í Þjórsárdal.

## Escursioni
Per raggiungere la cascata occorre partire dalla storica fattoria vichinga Þjóðveldisbærinn Stöng, distrutta nel Medio Evo da un'eruzione del vulcano Hekla e in seguito ricostruita. Il percorso, della durata di 5-6 ore, si snoda attraverso la valle del Fossá e in qualche punto prosegue proprio lungo il letto del fiume. Al di sopra della cascata è presente un piccolo parcheggio, che permette di fare il ritorno dall'altra sponda del fiume.